# Flygstaden, Malmö
Flygstaden är ett äldre namn för ett på 1920-talet tillkommet egnahemsområde i östra Malmö, vilket numera ingår i delområdet Johanneslust i stadsdelen Kirseberg. Namnet uppkom till följd av att området var beläget i omedelbar anslutning till Bulltofta flygfält.